# Tokyo (White Lies)
Tokyo is een nummer van de Britse band White Lies. Bandleden Harry McVeigh, Charles Cave en Jack Lawrence-Brown schreven het nummer. Ed Buller en Flood namen de productie voor hun rekening. In januari 2019 werd het uitgebracht als vierde single voor het vijfde studioalbum van de band, Five.

## Achtergrond
Zanger McVeigh vertelde in een interview dat het nummer werd geschreven toen ze zaten te luisteren naar 'een paar kleffe ballads uit de jaren 80' en dat ze daarop de basis van Tokyo hebben gebaseerd. De tekst kwam voort uit een liefde van de bandleden voor het land Japan. "Wij houden ervan om Japan te bezoeken. Het is altijd een ongelooflijke cultuurschok als je daarheen gaat, omdat het zo anders is. Het is zo onbegrijpelijk om iets te begrijpen. Als je door de stad loopt, voel je je totaal verloren, dat vinden wij zo leuk."

## Hitnoteringen
Tokyo bereikte in geen enkel land de belangrijkste nationale hitlijsten. Alleen in de Mexico Ingles Airplay stond het genoteerd, met als hoogste positie de negentiende plek. Het werd op NPO Radio 2 verkozen tot TopSong.